# Jupiters atmosfære
Jupiters atmosfære er den største atmosfære blandt planeterne i Solsystemet. Den består primært af hydrogen og helium, ligesom Solen. Andre kemiske forbindelse i atmosfæren er metan, ammoniak, svovlbrinte og vand. Det formodes, at det er vand i bunden af atmosfæren, men den direkte målbare koncentration er meget lav.  Atmosfæren har ikke en klar nedre grænse og går gradvist over i planetens flydende indre. Fra laveste til højeste er de atmosfæriske lag troposfæren, stratosfæren, termosfære og exosfære. Hvert lag har karakteristiske temperaturforskelle. Det nederste lag, troposfæren, har et kompliceret system af skyer og dis, der omfatter lag af ammoniak, ammoniumhydrosulfid og vand. De øvre ammoniakskyer, der er synlige i Jupiters æverste atmosfære, er organiseret i et dusin zonale bånd parallelt med ækvator og er afgrænset af kraftige zone-atmosfæriske jetstrømme. Båndene har forskellig skifter farve: De mørke bånd kaldes bælter, mens lyse kaldes zoner. Zoner, der er koldere end bælter, svarer til opstigende gas, mens bælter markerer faldende gas. Zonernes lysere farve menes at skyldes ammoniak-is; hvad der giver bælterne deres mørkere farver er usikkert. Årsagerne til den båndede struktur og jetstrømmene i atmosfæren er ikke klarlagt, selvom der findes teorier om strukturerne.
Temperaturen i Jupiters skyer er omkring -145 °Celsius.[kilde mangler]